# Конобеев, Василий Дмитриевич
Василий Дмитриевич Конобеев (1 марта 1916, Хлыстово, Тамбовская губерния — 11 августа 1978, Москва) — советский историк, доктор исторических наук, преподаватель Военно-воздушной инженерной академии имени Н. Е. Жуковского, старший научный сотрудник Института славяноведения и балканистики АН СССР, исследователь истории Болгарии XIX в.

## Биография
Василий Дмитриевич Конобеев родился 1 марта 1916 года в с. Хлыстово (ныне — в Моршанском районе Тамбовской области) в семье крестьянина. В 1933—1936 гг. учился в педагогическом техникуме в Моршанске. Преподавал в педагогическом училище, работал в горкоме комсомола. В 1941 г. заочно окончил географический факультет педагогического института.
Участвовал в Великой Отечественной войне. Служил в артиллерийских частях в должности военкома батареи, дивизиона, полка. Воевал под Сталинградом и Ленинградом. Имеет боевые награды.
В 1949 г. окончил адъюнктуру Военно-политической академии им. В. И. Ленина по кафедре истории СССР. В 1950 г. в Институте истории АН СССР защитил кандидатскую диссертацию «Роль России в создании вооруженных сил Болгарии в период её освобождения от турецкого ига (1878—1879)». В 1949—1965 гг. преподавал в Военно-воздушной инженерной академии имени Н. Е. Жуковского историю КПСС, где его слушателями были космонавты Ю. Гагарин, Г. Титов, А. Николаев, В. Терешкова.
В 1965 г. уволился в запас в звании полковника. В 1966—1978 гг. был старшим научным сотрудником Института славяноведения и балканистики АН СССР.
В 1973 г. в Едином центре науки и подготовки кадров по истории при Болгарской АН была защищена докторская диссертация «Българското националноосвободително движение: Идеология, програма, развитие».

## Награды
Ордена Красной Звезды (1944 и 1956), медаль «За отвагу» (1942), медаль «За оборону Сталинграда» (1942), медаль «За оборону Ленинграда» (1942), медаль «За боевые заслуги» (1951), ордена «Кирилла и Мефодия» I и II степени, медаль «За трудовое отличие».

## Научная деятельность
Начиная с 1950 г. сотрудничал с Институтом Славяноведения и балканистики АН СССР, публикуя в изданиях Института работы об освободительном движении в Болгарии и русско-болгарских отношениях в XIX в. По заданию ИСл руководил подготовкой материалов для советско-болгарского издания «Освобождение Болгарии от турецкого ига: Документы» (1961—1967, т. 1-3) и участвовал в его редактировании. За работу ад этим трехтомником был награждён болгарским орденом «Кирилла и Мефодия» II степени.
Монография «Русско-болгарское боевое содружество в Русско-турецкой войне 1877—1878 гг.» (1953) посвящена совместным боевым действия в ходе Русско-турецкой войны 1877—1878 гг., в результате которой Болгария была освобождена от турецкого владычества. В 50-60-х годах помимо основной тематики — болгарского освободительного движения, формирования вооруженных сил Болгарии в период её освобождения от турецкого господства — изучал период болгарского Возрождения, проблемы генезиса капитализма в Болгарии и аграрных отношений в болгарской деревне до освобождения страны от османского гнета, политические программы болгарских революционных деятелей. Результаты исследовательской деятельности были отражены в монографии 1972 г., вышедшей на болгарском языке в Софии.
Работал над подготовкой публикации документов «Россия и болгарское национально-освободительное движение, 1856—1876» и над исследовательским проектом «Болгарское Возрождение и Россия» о балканской политике Российской империи.

## Основные работы

### Монографии
- Русско-болгарское боевое содружество в Русско-турецкой войне 1877—1878 гг. — М.: Воениздат, 1953. (переведена на болгарский язык: Бойната дружба между руси и българи през освободителната война 1877—1878. София: Държ. воен. изд-во, 1957. 88 с.)
- Българското национално-освободително движение: идеология, програма, развитие. — София, 1972.

### Статьи
- Образование вооруженных сил Болгарии в период её освобождения от турецкого ига (1876—1879) // КСИС. 1951. Вып. 2.
- Борьба болгарского народа за национальную независимость в период русско-турецкой войны 1877—1878 годов и против решений Берлинского конгресса // Освобождение Болгарии от турецкого ига: Сборник статей. М., 1953.
- История Болгарии. М., 1954. Т. 1 (соавтор).
- Русско-болгарские отношения в 1806—1812 гг. // Из истории русско-болгарских отношений: Сборник статей. М., 1958.
- Партия большевиков — вдохновитель и организатор победы Октябрьского вооруженного восстания: (Лекция). М., 1959. 39 с.
- Национально-освободительное движение в Болгарии в 1828—1830 гг. // УЗИС. 1960. Т. 20 (переведена на румынский язык).
- О связях русских, сербских и болгарских революционеров в 60-70-х годах XIX века. М., 1966 (соавтор).
- Социально-экономическое положение «свободного» крестьянина в Болгарии в 60-70-х годах XIX в. // ССл. 1969. № 2.
- К оценке классового содержания идеологии и программы Паисия Хилендарского // Развитие капитализма и национальные движения в славянских странах. М., 1970.
- За аграрната програма на българските революционери през 60-70-те години на XIX в. // Исторически преглед. София, 1971. Кн. 3.
- К вопросу формирования политической программы национально-освободительного движения в Болгарии во второй половине XVIII—XIX в. // Вопросы первоначального накопления капитала и национальные движения в славянских странах. М., 1972.
- Дипломатия России в борьбе за независимость Болгарии и образование болгарского национального государства (1856—1878 гг.) // ННИ. 1978. № 1 (соавтор).